# آلفين براون (سياسي)
آلفين براون (بالإنجليزية: Alvin Brown)‏ هو سياسي أمريكي، ولد في 15 ديسمبر 1961 في بيافورت في الولايات المتحدة. حزبياً، نشط في الحزب الديمقراطي.